# Годжмен (округ, Канзас)
Шаблон:StateAbbr_ 38°02′38″ пн. ш. 100°10′17″ зх. д. / 38.043888888889° пн. ш. 100.17138888889° зх. д.
Округ Годжмен (англ. Hodgeman County) — округ (графство) у штаті Канзас, США. Ідентифікатор округу 20083.

## Історія
Округ утворений 1867 року.

## Демографія
За даними перепису 
2000 року 
загальне населення округу становило 2085 осіб, усе сільське.
Серед мешканців округу чоловіків було 1028, а жінок — 1057. В окрузі було 796 домогосподарств, 581 родин, які мешкали в 945 будинках.
Середній розмір родини становив 3,09.
Віковий розподіл населення поданий у таблиці:
| Стать    | До 15 років | 15-21 | 22-29 | 30-39 | 40-49 | 50-65 | 65-85 | Понад 85 |
| -------- | ----------- | ----- | ----- | ----- | ----- | ----- | ----- | -------- |
| Чоловіки | 235         | 101   | 60    | 129   | 182   | 145   | 152   | 24       |
| Жінки    | 230         | 102   | 62    | 131   | 145   | 167   | 170   | 50       |

## Суміжні округи
- Несс — північ
- Поні — схід
- Едвардс — південний схід
- Форд — південь
- Грей — південний захід
- Фінні — захід

## Виноски
1. ↑  U.S. Decennial Census. United States Census Bureau. Архів оригіналу за 26 квітня 2015. Процитовано 26 липня 2014.
2. ↑  Historical Census Browser. University of Virginia Library. Архів оригіналу за 11 серпня 2012. Процитовано 26 липня 2014.
3. ↑  Population of Counties by Decennial Census: 1900 to 1990. United States Census Bureau. Архів оригіналу за 5 червня 2019. Процитовано 26 липня 2014.
4. ↑  Census 2000 PHC-T-4. Ranking Tables for Counties: 1990 and 2000 (PDF). United States Census Bureau. Архів оригіналу (PDF) за 18 грудня 2014. Процитовано 26 липня 2014.
5. ↑  State & County QuickFacts. United States Census Bureau. Архів оригіналу за 6 серпня 2011. Процитовано 26 липня 2014.(англ.) Наведено за англійською вікіпедією.
6. ↑  American FactFinder. Бюро перепису населення США. Архів оригіналу за 21 травня 2008. Процитовано 31 січня 2008.

| США | Це незавершена стаття з географії США. Ви можете допомогти проєкту, виправивши або дописавши її. |